# 水俣インターチェンジ
水俣インターチェンジ（みなまたインターチェンジ）は、熊本県水俣市ひばりヶ丘にある南九州西回り自動車道（芦北出水道路）のインターチェンジである。
熊本方面は2019年（平成31年）3月2日に開通したが、鹿児島方面は2019年現在建設中であり供用開始時期は示されていない。

## 道路
- E3A 南九州西回り自動車道（芦北出水道路）

## 接続する道路
- 国道3号
- 国道268号

## 沿革
- 2007年（平成19年）3月5日 : 水俣IC - 県境間の都市計画が決定。
- 2019年（平成31年）
  - 1月22日 : IC名称が「水俣IC」で正式決定[2]。
  - 3月2日 : 津奈木IC - 水俣IC間開通に伴い供用開始[2]。
- 未定 : 水俣IC - 出水IC間開通予定。

## 周辺
- 肥薩おれんじ鉄道・九州新幹線：新水俣駅
- ジョイフル水俣店
- 水俣芦北地区消防組合
- 水俣市立水俣第一中学校

## 隣
E3A 南九州西回り自動車道（芦北出水道路）
(5)津奈木IC - (6)水俣IC -  袋IC（事業中）